# Св. св. Кирил и Методий (Орляк)
„Св. св. Кирил и Методий“ (на гръцки: Ἱερός Ναός τῶν Ἁγίων Κυρίλλου καί Μεθοδίου) е православна църква в сярското село Орляк (Стримонико), Егейска Македония, Гърция, част от Сярската и Нигритска епархия на Вселенската патриаршия.

## История
Основният камък на църквата е положен в 1950 година. Готовият храм е осветен в 1972 година. Въ архитектурно отношение е кръстокуполна базилика.